# 라츤 회랑
라츤 회랑은 아제르바이잔에 위치한 산악 도로로, 아르메니아와 나고르노카라바흐를 연결했다.
이 두 지역을 잇는 유일한 도로였기 때문에, 나고르노카라바흐의 아르메니아인 인구에게 인도주의 회랑 또는 "생명선"으로 여겨졌다. 이 회랑은 아제르바이잔의 라츤구에 위치하지만, 2020년 나고르노카라바흐 휴전 협정에 따라 명목상 러시아 평화유지군의 통제하에 있었다. 2022년까지 이 회랑 지역에는 자부흐, 수스 마을과 라츤 시가 포함되었다. 2022년 8월 26일, 이 정착지들은 아제르바이잔의 통제하에 놓였다. 나흘 후, 남쪽으로 새로운 경로가 개통되어 자부흐, 수스, 라츤 정착지를 우회하고 메츠 셴/보유크 갈라다라시와 힌 셴/키치크 갈라다라시 마을을 통과한다.
아제르바이잔은 2022년 12월부터 2023년 9월까지 라츤 회랑을 봉쇄했고, 이는 여러 국가, 국제기구 및 인권 단체의 비판을 받았다. 이들 중 다수는 이를 제2차 나고르노카라바흐 전쟁을 종식시킨 휴전 협정 위반으로 간주했다. 2023년 4월 23일, 아제르바이잔 관리들은 군수품 및 천연자원의 "불법" 운송을 막기 위함이라고 주장하며 회랑에 검문소를 설치했다. 그러나 아르메니아와 아르차흐 공화국은 이러한 주장을 부인했으며, 2020년 나고르노카라바흐 휴전 협정은 라츤 회랑의 사용을 인도주의적 필요에만 명시적으로 제한하지 않는다. 2023년 9월 재공세 이후, 아제르바이잔군은 나고르노카라바흐 전역을 장악했고, 이는 나고르노카라바흐의 거의 모든 아르메니아 주민들이 라츤 회랑을 통해 아르메니아로 탈출하는 것으로 이어졌다.

## 역사
제1차 나고르노카라바흐 전쟁 동안, 나고르노카라바흐와 인접한 아르메니아는 1989년 8월에 봉쇄되었고, 아제르바이잔은 아르메니아와 아제르바이잔 간, 그리고 나고르노카라바흐와 아르메니아 간의 교통 및 경제 연결을 끊었다. 1992년 5월, 나고르노카라바흐 공화국군은 라츤을 점령하고 아르메니아와 육로를 연결하여 봉쇄를 끝냈다. 전쟁이 끝난 후, 라츤 회랑의 지위는 아르메니아와 아제르바이잔 간의 평화 협상에서 주요 쟁점 중 하나였다. 회랑의 지위에 대해 다양한 구성이 제안되었다. 1999년의 한 협상에서, 아제르바이잔이 회랑에 대한 아르메니아의 통제를 수락하는 대신, 나흐츠반과의 연결을 위해 남부 아르메니아를 통과하는 육로 회랑을 제안했다. 2005년 9월 18일 유엔에 대한 성명에서, 아제르바이잔 외무부 장관 엘마르 맘마디아로프는 아제르바이잔이 쌍방 사용을 위한 라츤 회랑의 안보를 보장하기 위해 "초기 단계에서" 다국적 평화유지군 배치를 지지한다고 밝혔다.
러시아가 중재한 휴전으로 끝난 제2차 나고르노카라바흐 전쟁 이후, 라츤 회랑은 아르메니아와 나고르노카라바흐를 연결하는 유일한 통로가 되었다. 휴전 협정은 다음과 같이 규정했다.
아르메니아 공화국은 [...] 라츤구를 2020년 12월 1일까지 반환해야 한다. 나고르노카라바흐와 아르메니아를 연결하고 슈샤 영토를 통과하지 않는 라츤 회랑(폭 5km)은 러시아 연방 평화유지군의 통제하에 남아있어야 한다.
당사자들의 합의에 따라, 향후 3년 이내에 나고르노카라바흐와 아르메니아를 연결하는 라츤 회랑을 통한 새로운 경로 건설 계획이 수립될 것이며, 러시아 평화유지군은 이후 해당 경로를 보호하기 위해 재배치될 것이다.
아제르바이잔 공화국은 라츤 회랑을 따라 양방향으로 이동하는 사람, 차량 및 화물의 안전을 보장해야 한다.

 휴전 이후 약 200명의 아르메니아인이 라츤 회랑에 남았는데, 그 중 30명은 수스에, 100~120명은 라츤에, 40명 이상은 자부흐 (아하브노)에 있었다. 일함 알리예프 아제르바이잔 대통령은 라츤 회랑이 라츤 시를 통과하기 때문에 이 지역에 새로운 회랑이 건설될 것이라고 발표했다. 8월 26일, 라츤구의 통제권이 아제르바이잔으로 이관되었다. 아르차흐 당국은 회랑을 따라 거주하는 마을 주민들에게 대피를 위해 20일의 유예 기간을 주었다. 알리예프는 나고르노카라바흐의 장기 거주 아르메니아인들이 시민으로 대우받을 것이라고 약속했지만, 남아있는 거주민들을 불법 정착자로 낙인찍고 그들의 제거를 요구했다.
2021년 3월, 영국방송공사의 한 기자가 이 도로를 방문하여 "전쟁 이후 아르메니아는 누가 이 도로를 사용하고 무엇을 사용하는지에 대해 통제할 수 없었고", 이제 통제는 러시아에 달려 있다고 보고했다. 아제르바이잔은 라츤 회랑을 따라 영상 감시 카메라를 설치했다고 밝혔다. 나고르노카라바흐를 아르메니아 공화국과 연결하는 유일한 도로이기 때문에, 종종 나고르노카라바흐 주민들을 위한 "생명선"으로 묘사되어 왔다.

### 제2차 나고르노카라바흐 전쟁 이후 상황 (2020)
2022년 8월, 아제르바이잔은 라츤 주변 도로 건설을 완료했지만, 아르메니아는 그렇지 못했다. 8월 2일, 아르메니아 지방 당국은 아제르바이잔 측이 기존 경로를 우회하여 다른 경로를 통해 아르메니아와 통신을 조직하라는 요구를 전달했다고 보고했다. 라츤 주변 재충돌 이후, 아르메니아 안보리 비서 아르멘 그리고랸은 아르메니아 측이 아직 새로운 도로 건설 계획에 동의하지 않았기 때문에 아제르바이잔의 라츤 회랑 요구는 불법이라고 밝혔다. 아제르바이잔은 아르메니아가 도로 건설을 지연시키고 있다고 비난했으며, 아제르바이잔이 담당한 부분은 이미 건설되었다. 8월 4일, 아르메니아 영토행정부 장관 그넬 사노샨은 라츤 대체 도로 건설이 활발히 진행 중이며 2023년 봄에 완료될 것이라고 밝혔다. 8월 5일, 아르메니아 지방 당국은 라츤, 자부흐, 수스 주민들에게 8월 25일까지 집을 떠나라고 통보했으며, 그 이후 마을은 아제르바이잔에 넘겨질 예정이었다. 일부 아르메니아 주민들은 자신의 집을 불태웠다. 8월 26일 현재, 아제르바이잔은 라츤, 수스, 자부흐를 포함한 라츤 회랑의 마을들을 다시 장악했다. 곧이어, 메츠 셴/보유크 갈라다라시와 힌 셴/키치크 갈라다라시 마을을 지나는 남쪽의 대체 경로가 개통되었다.
2022년 12월 12일, "환경 운동가"라고 주장하는 아제르바이잔 시민들이 라츤 회랑을 봉쇄하여 270명의 어린이를 포함하여 1,100명이 집으로 돌아갈 수 없게 되었다. 이어서 아제르바이잔은 아르메니아에서 나고르노카라바흐로의 가스 공급을 중단했고(12월 13일~16일), 이로 인해 나고르노카라바흐의 아르메니아 주민 12만 명이 인도주의적 위기에 처할 위험에 놓였다. 이 봉쇄는 프랑스, 그리스, 네덜란드, 러시아, 캐나다 등 여러 국가의 비난을 받았다. 이 문제는 유럽 평의회 의원총회에서도 논의되었다.
2023년 4월 23일, 아제르바이잔 관리들은 군수품 및 천연자원의 "불법" 운송을 막기 위함이라고 주장하며 회랑에 검문소를 설치했다. 이러한 주장은 이전에 아르메니아 당국에 의해 부인되었다.

#### 아르메니아인 구금
2023년 7월 29일, 아제르바이잔군은 나고르노카라바흐의 아르메니아인 거주자 바기프 하차트랸이 치료를 위해 라츤 회랑을 통해 아르메니아로 건너가던 중 그를 구금했다. 하차트랸은 국제 적십자 위원회의 도움으로 아르메니아로 여행하는 대규모 그룹의 일원이었다. 하차트랸은 이후 바쿠로 이송되었다. 아제르바이잔 당국은 하차트랸이 제1차 나고르노카라바흐 전쟁 중 메셜리 마을에서 아제르바이잔인들을 상대로 폭력을 행사한 혐의가 있다고 주장하며, 아제르바이잔 형법에 따라 "집단 학살"과 "인구의 추방 또는 강제 이동" 혐의로 기소했다.
2023년 8월 28일, 나고르노카라바흐 출신의 젊은 아르메니아인 남성 세 명, 알렌 사르키샨, 바헤 호브세피안, 레본 그리고랸이 라츤 회랑을 통해 아르메니아로 이동하던 중 아제르바이잔 보안군에 의해 구금되었다. 이들은 러시아 평화유지군의 호위를 받고 있었다. 아제르바이잔 당국과 언론은 이들이 2021년 소셜 미디어 영상에서 "아제르바이잔 국기에 대한 경시" 혐의로 기소되었다고 밝혔다. 이 세 남성은 이후 "피고인의 나이, 진심 어린 후회, 절차법 요건 준수를 고려하여" 형사 고발이 취하되었다고 전해졌다. APA 통신에 따르면, 이 세 명은 아제르바이잔에서 추방되기 전에 10일간 행정 구금될 예정이다.

#### 2023년 9월 공세
2023년 9월 재공세 이후, 아제르바이잔군은 나고르노카라바흐 전역을 장악했고, 이는 나고르노카라바흐의 거의 모든 아르메니아 주민들이 라츤 회랑을 통해 아르메니아로 탈출하는 것으로 이어졌다.

## 같이 보기
- 라츤 공세

## 내용주

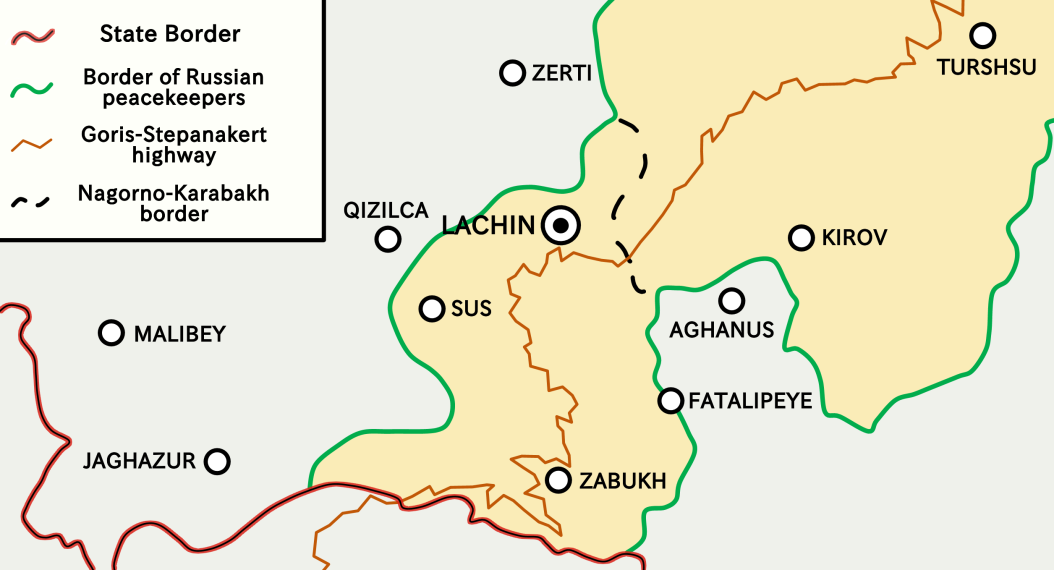
2020년 나고르노카라바흐 휴전 협정 이후 라츤 회랑의 2020-2022년 지도. 현재 사용 중인 새로운 경로는 고리스-스테파나케르트 고속도로 남쪽에 위치한다.

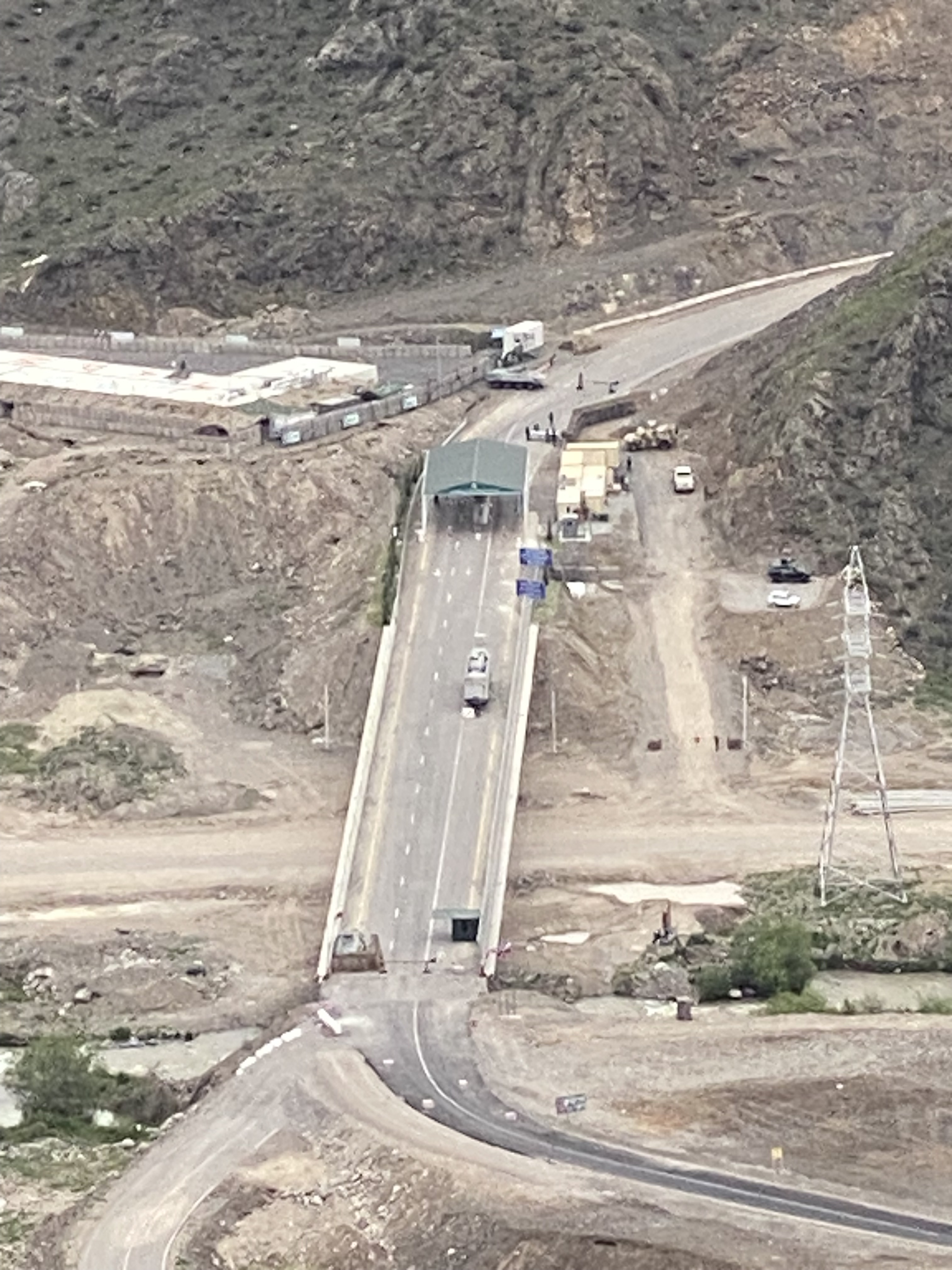
아르메니아 공화국 코르니조르에서 바라본 하카리 다리의 라츤 회랑 아제르바이잔 검문소. 이 검문소는 2020년 전쟁을 종식시킨 삼국 휴전 협정을 위반하여 2023년 4월 23일에 설치되었다.

1. ↑  아르메니아어: Լաչինի միջանցք Lachini mijantsk; 아제르바이잔어: Laçın dəhlizi or Laçın koridoru; 러시아어: Лачи́нский коридо́р Lachinskiy koridor[*]